# Drapeau de l'Afrique du Sud
Pour l’article homonyme, voir Drapeau arc-en-ciel, surnom du drapeau de l'Afrique du Sud en vigueur depuis 1994.

Le pavillon militaire.

Le drapeau de l'Afrique du Sud est l'emblème national de la république d'Afrique du Sud. Le drapeau actuel est en vigueur depuis le 27 avril 1994, date des premières élections nationales non raciales que connaît alors ce pays en 342 années d'histoire et en 84 ans de démocratie parlementaire. Image d'un État-nation reconstitué (le drapeau précédent adopté en 1928 étant trop lié à l'histoire de la seule communauté blanche du pays), il marque la fin de la symbolique blanche en Afrique du Sud et l'avènement d'une Afrique du Sud mélangée.

## Description du drapeau actuel

L'ancien drapeau national de l'Afrique du Sud (1928 à 1994)

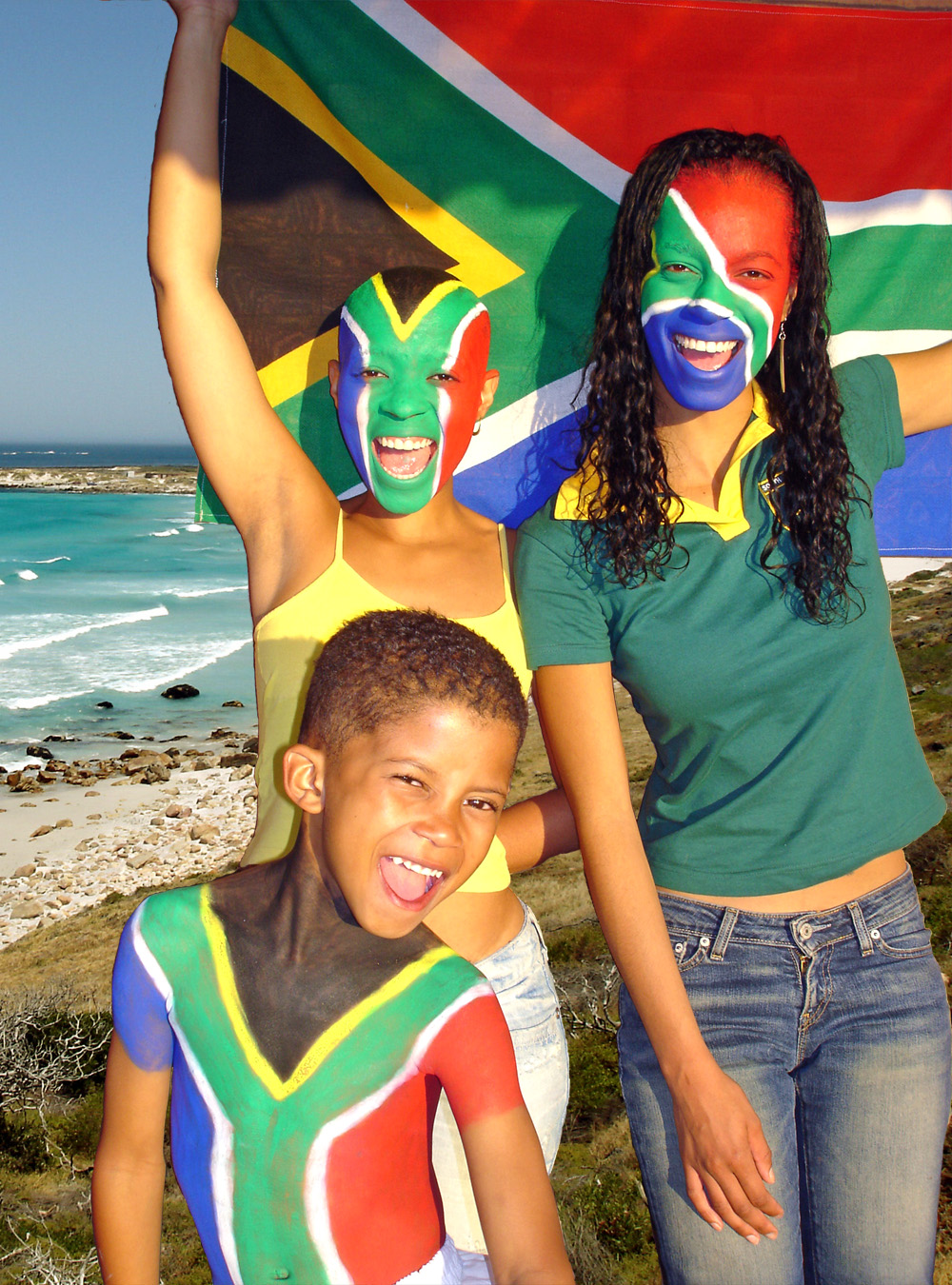
Mise en valeur des couleurs nationales à l'occasion de la coupe du monde de football de 2010 en Afrique du Sud

En vigueur depuis le 27 avril 1994, cet emblème a remplacé le drapeau orange-blanc-bleu adopté en 1928.
Le nouveau drapeau se veut le reflet des principaux éléments de l'histoire sud-africaine en reprenant notamment toutes les couleurs utilisées par les différentes administrations sud-africaines et par les principaux groupes ethno-politiques du pays. Il combine cependant le noir, le vert et le jaune, couleurs traditionnelles des mouvements noirs africains comme l'ANC avec celles de l'ancien drapeau national et des différents emblèmes des républiques boers (bleu, rouge/orange et blanc). Dans son autobiographie, le président Frederik de Klerk précisa que la version choisie de couleur rouge (dit rouge chili) était un compromis entre les couleurs orange (préférées par les Afrikaners) et rouge sang (préférés par les blancs anglophones et les noirs).
Le motif central symbolise « la convergence des divers éléments de la société sud-africaine qui font la route ensemble et à l'unisson ».

## Histoire

### Les drapeaux antérieurs à la formation de l'Union d'Afrique du Sud

#### Les drapeaux de la colonie du Cap et du Natal
Le premier drapeau à avoir officiellement représenté un gouvernement administrant une partie du territoire sud-africain fut le drapeau orange, blanc, bleu des Pays-Bas (le Princenvlag) en 1652, date à laquelle les premiers colons néerlandais sous le commandement de Jan van Riebeeck s'installent dans la baie de la Montagne de la Table. Il laisse cependant rapidement la place au drapeau rouge, blanc et bleu des Pays-Bas représenté sur la bannière de la compagnie néerlandaise des Indes orientales, chargée de gérer l'établissement du Cap.
Ce drapeau restera celui de la colonie du Cap, quasiment sans interruption, jusqu'en 1806 date à laquelle la colonie du Cap passe définitivement sous souveraineté britannique. L'Union Jack devient l'emblème officiel de la colonie qui se dote en 1876 de son propre emblème (le Cape colonial Blue Ensign) pour ses bâtiments officiels et qu'elle gardera jusqu'en 1910, année de la formation de l'Union d'Afrique du Sud.

Le van Riebeeck flag de 1652
Le VOC flag de la compagnie néerlandaise des Indes orientales
Le drapeau de la colonie du Cap (1876-1910)

Dans la colonie britannique du Natal, un drapeau similaire au Cape colonial Blue Ensign est aussi en vigueur de 1870 à 1910.

Le drapeau colonial du Natal (version 1905–1910)

#### Les drapeaux des républiques boers
En 1836, durant le Grand Trek, les Voortrekkers commandés par Hendrik Potgieter se dotèrent d'un emblème unificateur. Utilisé de 1836 à 1840 par de nombreux voortrekkers, il cède la place à un drapeau tricolore dans la république de Natalia (1840-1842) avant d'être de nouveau réutilisé au début de la formation de la république sud-africaine du Transvaal. En 1858, il laisse la place au Vierkleur, un drapeau quadricolore vert, rouge, blanc, bleu.
Le Vierkleur sera jusqu'en 1902 le drapeau du Transvaal (à l'exception de la période 1874-1875 quand le Transvaal revient brièvement au drapeau de Potgieter et de la période 1877-1881, période où le Transvaal est annexé par les Britanniques). De 1902 à 1910, le drapeau de la colonie du Transvaal sera un Blue Ensign chargé d'un emblème coloniale sur lequel figurait un lion couché sur un fond paysager.

Drapeau Voortrekker
Drapeau de la république de Natalia (1840-1842)
Le Vierkleur de la république sud-africaine du Transvaal (1858-1902)
Drapeau de la colonie du Transvaal (1902-1910)

Lors de la formation de la république de l'État libre d'Orange le 23 février 1854, le nouvel État ne possède ni armoiries ni drapeau. Le 15 mai suivant, le secrétaire du gouvernement chargea son représentant aux Pays-Bas de demander au roi Guillaume III de lui accorder des emblèmes nationaux. Cette requête, formulée pour manifester les liens entre la nouvelle république, les Pays-Bas et la maison royale des Orange-Nassau, fut acceptée et le 12 janvier 1856, un envoyé spécial du roi arriva à Bloemfontein apportant avec lui des emblèmes pour le nouvel État. Ce drapeau resta en usage jusqu'au 31 mai 1902, date à laquelle le traité de Vereeniging signifia la fin de l'indépendance des républiques boers. De 1902 à 1910, le drapeau de la colonie de la rivière Orange sera un Blue Ensign enrichi d'armoiries coloniales.

Drapeau de l'État libre d'Orange (1856-1902)
Drapeau de la colonie de la rivière Orange (1902-1910)

D'autres drapeaux ont flotté plus brièvement sur des micro-républiques boers durant la période de 1835 à 1902.

Swellendam (1795) Graaff-Reinet (1795 - 1796) Lydenburg (1849-1860) Utrecht (1852-1858)
Zoutpansberg (1835-1864) et Winburg (1836-1844)
Potchefstroom (1837-1844) et Winburg-Potchefstroom (1844-1848)
Goshen (1882-1883)
Klein Vrystaat (1886-1891)
Nieuwe Republiek (Vryheid) (1884 - 1888)
Stellaland (1882-1883)
Stellaland (1883-1885)

### L'Union Jack et le«Red Ensign», premier drapeau non officiel de l'Union sud-africaine

Le Red Ensign (version 1910-1912) d'Afrique du Sud

Le Red Ensign (version 1912-1928) représenta de facto l'État sud-africain de 1910 à 1928

En 1910, l'Union Jack devient le seul drapeau officiel de la toute nouvelle Union sud-africaine (31 mai 1910).
Le 28 décembre 1910, l'amirauté britannique dote l'Union sud-africaine de deux drapeaux distincts, l'un pour la marine marchande et l'autre pour les bâtiments officiels. Le premier, destiné à la marine marchande, est basé sur le Red Ensign britannique auquel sont ajoutés les armoiries du Dominion. En 1912, ces armoiries seront insérées dans un cercle blanc pour les mettre en relief. Le second, utilisé notamment pour la petite flotte gouvernementale, est le blue ensign auquel sont aussi ajoutés les armoiries de la colonie.
Bien que peu populaire pour une large partie de la population sud-africaine, le Red Ensign sud-africanisé pour la marine marchande fera rapidement office de drapeau national pour le gouvernement sud-africain et sera notamment utilisé pour symboliser la prise de possession par l'Afrique du Sud du territoire du Sud-Ouest africain en 1915.
Jusqu'en 1958, l'Union Jack demeura le drapeau officiel du Dominion de l'Union d'Afrique du Sud mais à partir de 1928, il doit partager ce rôle avec le premier drapeau dont se dote officiellement l'Afrique du Sud.

### Le premier drapeau national d'Afrique du Sud (1928-1994)

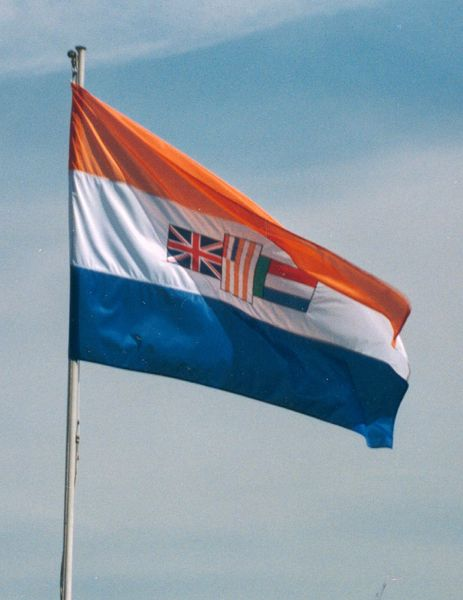
Le drapeau sud-africain de 1928.

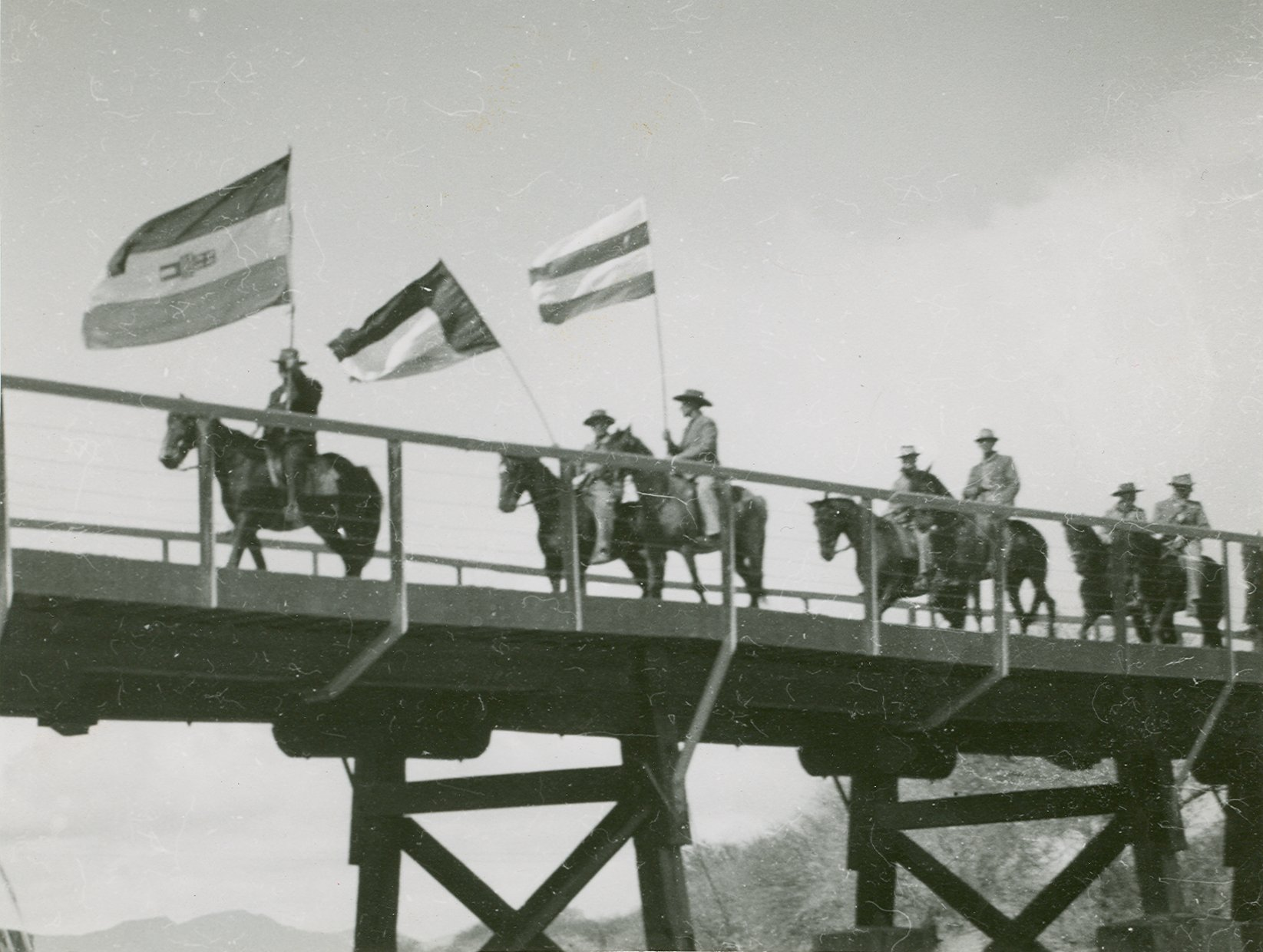
Festivités du centenaire du grand Trek en 1938 mettant à l'honneur les drapeaux afrikaners.

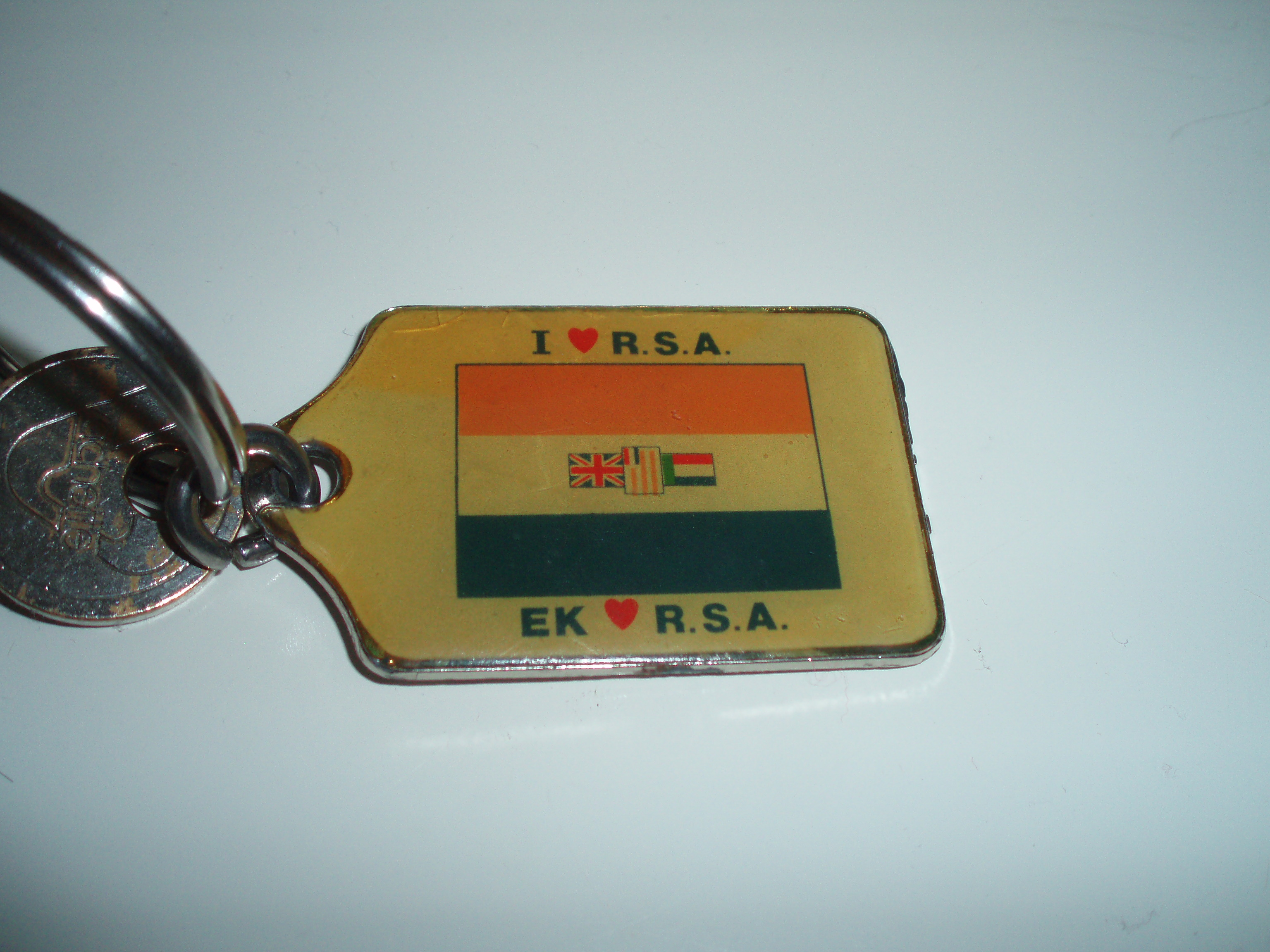
Le drapeau oranje-blanje-blou.

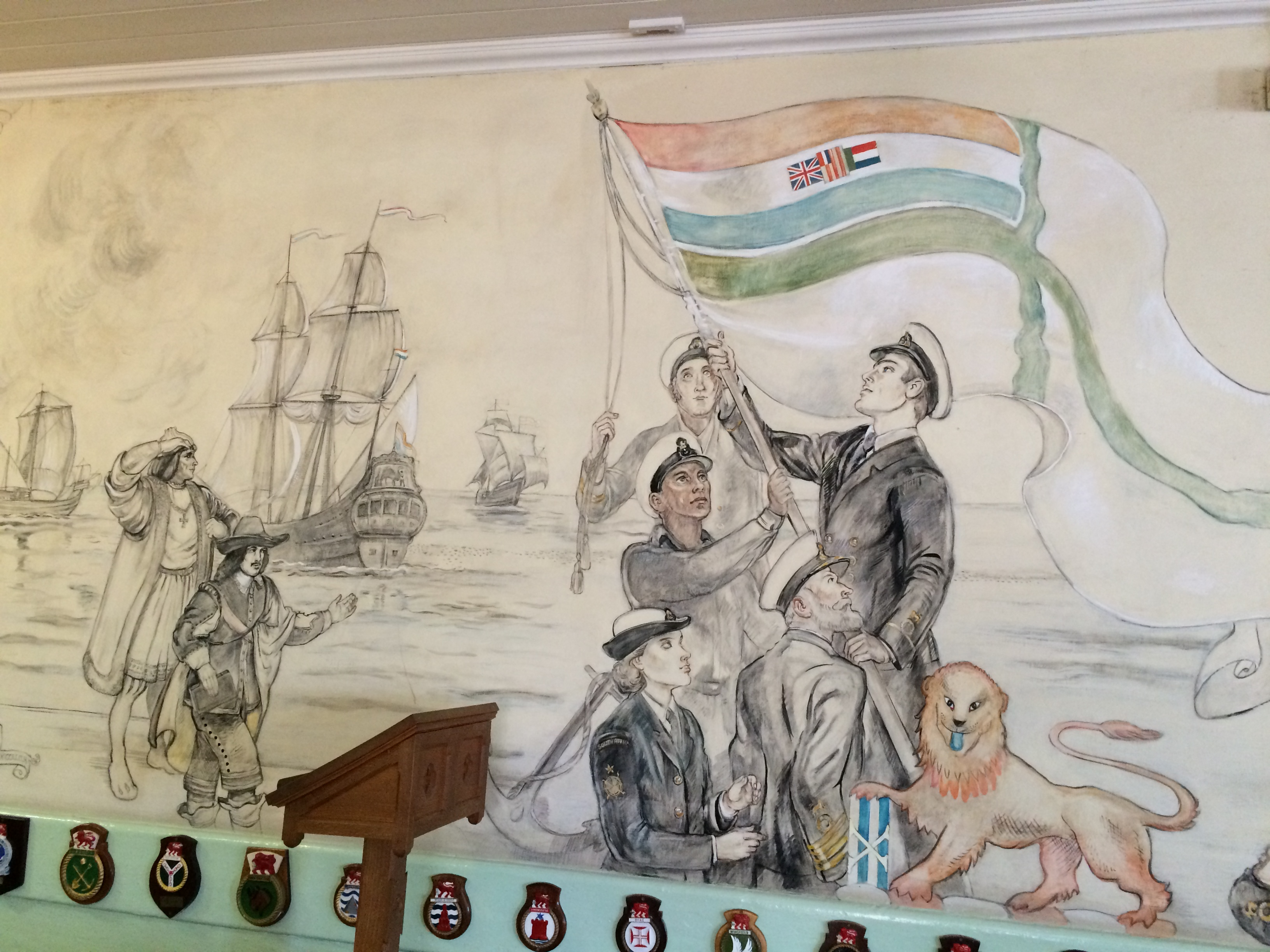
Peinture murale représentant le drapeau de la marine sud-africaine au musée d'histoire de la marine à Simon's Town

Le nouvel emblème qui remplace le Red Ensign devant tous les bâtiments officiels est de fait le premier véritable drapeau national de l'Union d'Afrique du Sud, symbole d'union entre les Blancs anglophones et les Afrikaners. Adopté après un long débat par un vote du parlement sud-africain en 1927, il flotte officiellement pour la première fois le 31 mai 1928, date marquant à la fois la fin de la guerre des Boers en 1902 et la fondation de l'Union d'Afrique du Sud en 1910. Les trois couleurs orange, blanche, bleue reprennent celles de l’ancien Prinsenvlag néerlandais du XVIIe siècle. La bande centrale blanche comporte les drapeaux de l'ancienne république sud-africaine du Transvaal, de l’ex-État libre d'Orange et de l’Union Jack (symbole des anciennes colonies britanniques du Cap et du Natal).
Lorsque le Premier ministre James Barry Hertzog, qui avait renoncé à imposer la république en vertu de son pacte politique passé avec les travaillistes de Frederic Creswell, proposa qu’un nouveau drapeau propre à l’Afrique du Sud soit adopté pour remplacer le Red Ensign et l’Union Jack, la crainte avait été que ne soit de nouveau attisé l’antagonisme entre la population blanche anglophone et les Afrikaners. En 1926, plus de 3 000 propositions parvinrent de toute l'Afrique du Sud au comité chargé de proposer un nouveau drapeau au Parlement. La procédure parlementaire d'adoption fut confiée au ministre de l'intérieur Daniel François Malan mais les travaux s'enlisèrent faute d'accord consensuel sur un emblème.

De son côté, Jan Smuts, ancien général boer et ancien premier ministre auréolé d'un grand prestige international mais aussi chef de l'opposition, se rallia à une proposition du secrétaire britannique aux Dominions pour que l’Afrique du Sud soit dotée de deux drapeaux, l’un restant le drapeau britannique et l’autre, un emblème national propre à l’Afrique du Sud. Smuts entreprit alors, non sans mal, un tour du pays pour convaincre les Afrikaners de la solution de compromis alors que ses meetings étaient sans cesse perturbés par des partisans d’Hertzog, hostiles à la présence de l'Union Jack. Plusieurs propositions, souvent inspirées du Vierkleur, parvinrent à la chambre basse et la chambre haute du parlement mais sans obtenir de consensus. Le gouverneur-général, craignant un début de guerre civile entre partisans du maintien de l'Union Jack et de ses adversaires, convainquit Herzog et Smuts de se rencontrer en tête-à-tête. Finalement, au côté du drapeau britannique maintenu dans sa représentation officielle, l’Afrique du Sud adoptait un drapeau national tricolore sur lequel figurait également l’Union Jack mais aussi les drapeaux des deux anciennes républiques boers du Transvaal et de l'Orange. Par ailleurs, le poème Die Stem van Suid-Afrika mis en musique fut érigé durant la même période au titre d'hymne officiel au côté du God save the King. Le compromis et la modération l’avaient ainsi emporté sur la passion et le nationalisme.
Ce nouveau drapeau eut droit à son propre hymne (non officiel mais très populaire chez les Afrikaners) appelé oranje-blanje-blou (orange-blanc-bleu, en afrikaans), composé par Henry Hugh Pierson. Une autre chanson, Die Vlaglied (Le chant du drapeau, en afrikaans) fut composée en son honneur par Cornelis Jacobus Langenhoven, également auteur des paroles de Die Stem van Suid-Afrika.
Jusqu'en 1958, le drapeau tricolore anglo-afrikaner, surnommé également oranje-blanje-blou, partagea avec l'Union Jack le titre de drapeau officiel avant de devenir l'unique drapeau national. Il a été conservé en 1961 lors de la proclamation de la république d'Afrique du Sud, même si dans les années 1960 le premier ministre sud-africain, Hendrik Verwoerd, souhaitait adopter un nouveau drapeau tricolore, débarrassé de l'Union Jack, et aux bandes verticales orange, blanche et bleue sur lequel auraient figuré en son centre un springbok et des proteas. En 1968, le successeur de Verwoerd, John Vorster, proposa de faire modifier le drapeau sud-africain pour avoir un emblème national exempt de référence aux patries d'origines des populations blanches, à savoir la Grande-Bretagne le Transvaal et l'État libre d'Orange. Ce faisant, il répondait à une demande de radicaux afrikaners visant à faire disparaitre l'Union Jack, symbole pour eux de l'impérialisme britannique. Finalement, la proposition est retirée, Vorster estimant que les débats dériveraient inévitablement en chicaneries politiciennes.

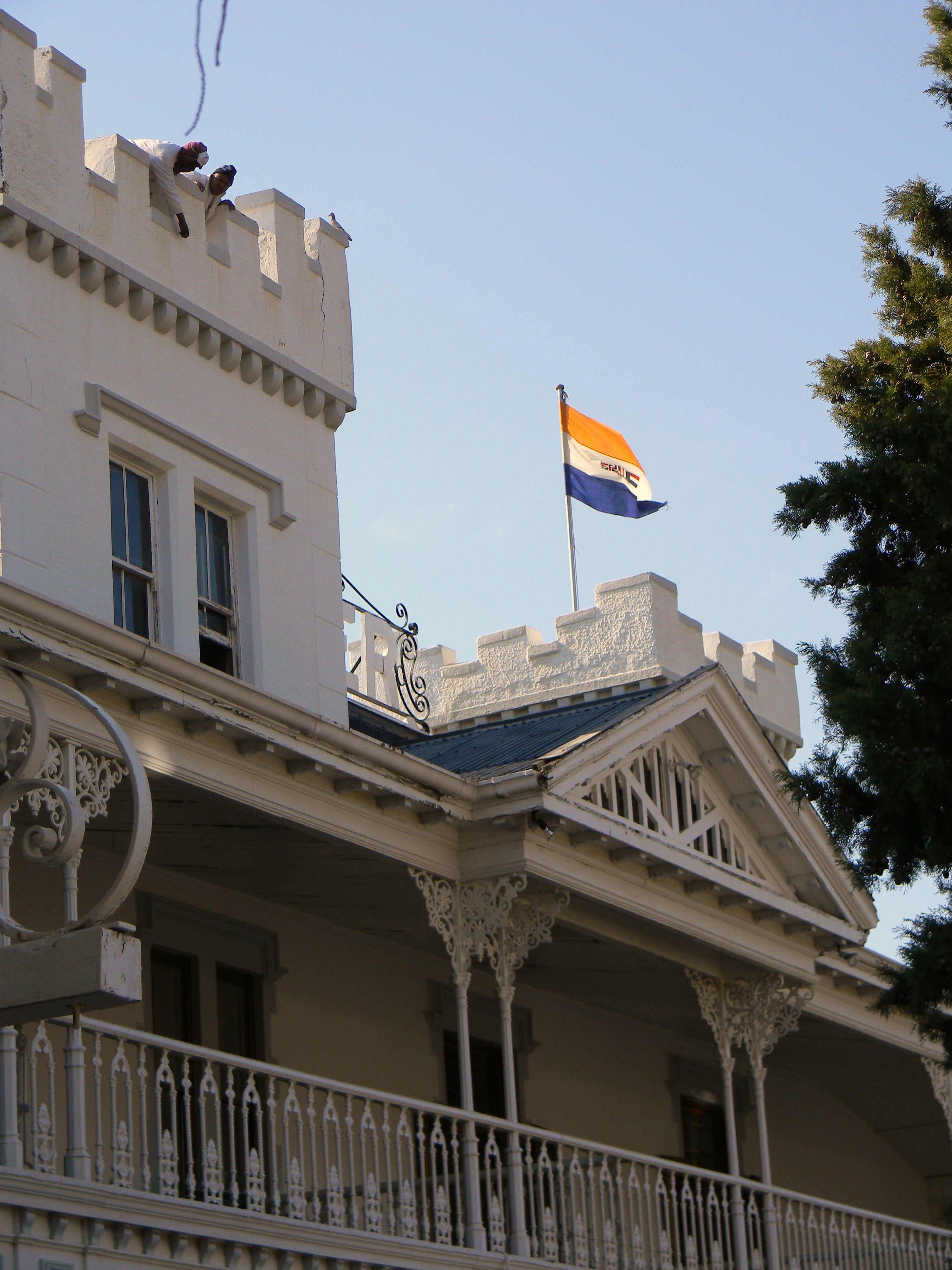
L'ancien drapeau sud-africain au Lord Milner Hôtel

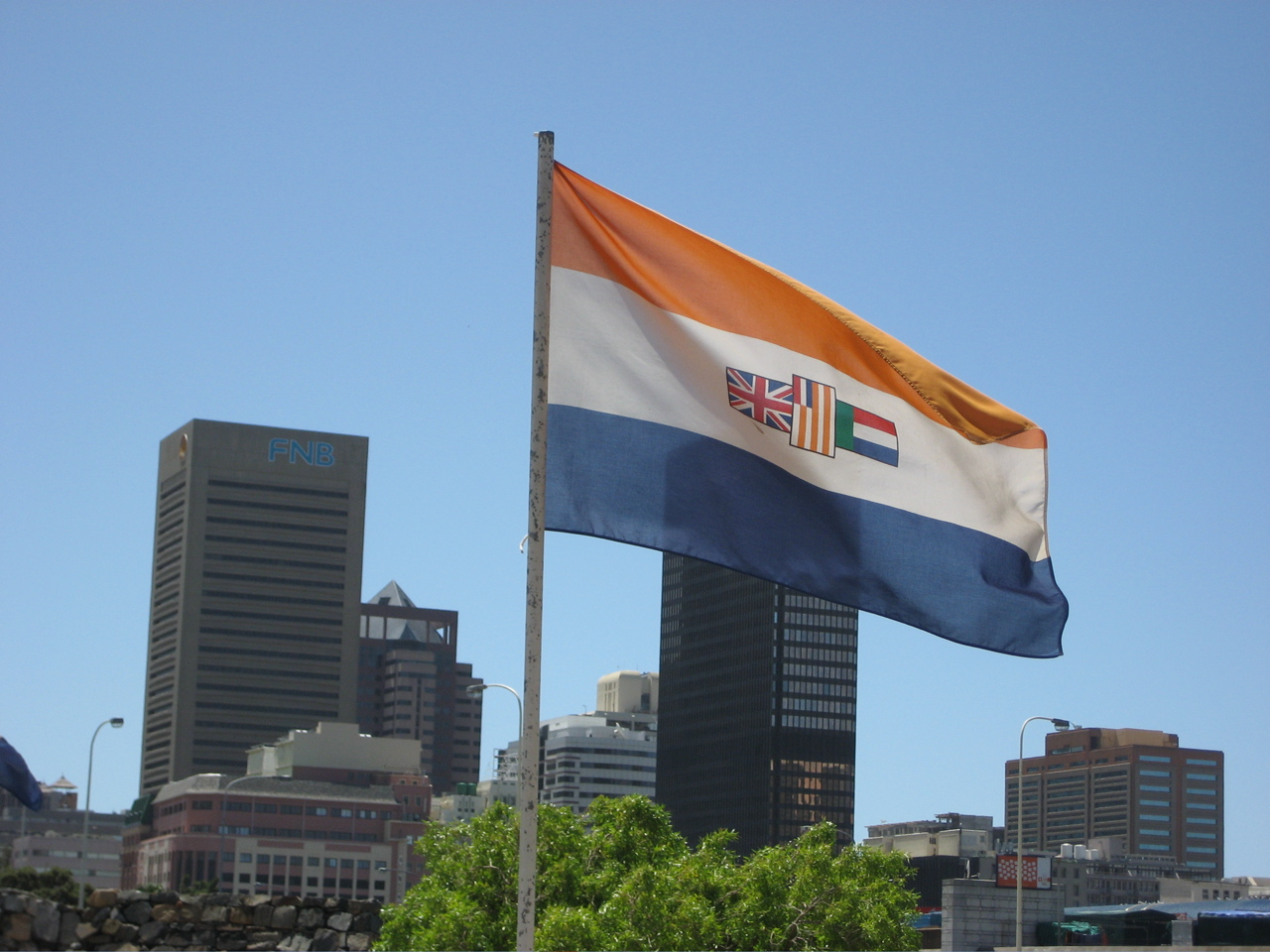
L'ancien drapeau sud-africain tel qu'il est déployé au château de Bonne Espérance au Cap.

Le drapeau utilisé par la délégation sud-africaine lors des Jeux olympiques d'été de 1992.

Cependant, ce drapeau d'Afrique du Sud, consensuel au sein des deux communautés blanches, hormis auprès d'une frange radicale et minoritaire de la population afrikaner et auprès d'une frange progressiste, devint avec le temps un symbole de l'apartheid (1948-1991) au côté du Springbok et de l'hymne national Die Stem van Suid-Afrika, bien qu'il soit en fait antérieur d'une vingtaine d'années à la période d'application de ces lois. Tous ces symboles relevaient de l'histoire des Blancs d'Afrique du Sud, aucun ne représentait la majorité noire de la population.
Mesurée à l'aune de rencontres sportives internationales, le drapeau national sud-africain bénéficie d'un large soutien au sein de la communauté blanche (de l'ordre de 78 %) et bénéficie aussi du soutien d'une importante minorité de la population de langue nguni (37 %). Par comparaison, si les Blancs plébiscitent même davantage le Springbok (82 %), ce n'est pas le cas de la population de langue nguni (31 %). Néanmoins, en 1992, le Congrès national africain met son veto à toute utilisation officielle du drapeau et de l'hymne national lors des rencontres sportives officielles disputées par l'Afrique du Sud. Le pays ne pourra pas concourir sous ses couleurs lors des Jeux olympiques d'été de 1992. Néanmoins, lors du match de rugby à Johannesbourg entre les All Blacks néo-zélandais et les Springboks, qui a lieu le 15 août 1992, les exigences de l'ANC ne sont pas respectées, l'hymne national est joué, repris en cœur par les spectateurs et par les joueurs sud-africains, tandis que de nombreux drapeaux sud-africains étaient agités par le public de l'Ellis Park Stadium,.
En 1993, alors que se discute le démantèlement de la domination blanche en Afrique du Sud, il est décidé qu'un nouveau drapeau national serait adopté. Le 27 avril 1994, date des premières élections nationales non raciales que connait le pays en 340 années d'histoire et 84 ans de régime parlementaire, le drapeau vieux de 66 ans est remplacé par un nouvel emblème symbolisant une Afrique du Sud post-raciale.
Exposé dorénavant dans des musées tels que l'Apartheid Museum ou le South African Navy Museum à Simon's Town, ce drapeau a été déployé jusqu'au début des années 2010 sur des bâtiments publics sud-africains à caractère historique comme le fort de Bonne-Espérance au Cap, où il était aligné au côté des anciens drapeaux officiels de la colonie, à l'entrée du Voortrekker Monument à Pretoria, où il était disposé en alternance avec les drapeaux des républiques boers, ou encore sur l'un des frontons de l'hôtel Lord Milner à Matjiesfontein (Cap-Occidental), au côté de l'actuel drapeau sud-africain et de l'Union Jack. Le musée de l'Alte Feste à Windhoek en Namibie expose l'exemplaire de celui qui fut officiellement amené le 21 mars 1990, jour de l'indépendance.
Ce drapeau a encore été parfois arboré par des supporteurs durant certains événements sportifs comme les matchs de rugby (Voir le film Invictus consacré à la coupe du monde de rugby de 1995) ou bien utilisé lors de festivals culturels ou de commémorations afrikaners. Les Afrikaners les plus identitaires lui préfèrent les seuls emblèmes des États boers du Transvaal et de l'État libre d'Orange, exempts de l'Union Jack.
Par deux fois, en 2006 et 2009, des parlementaires de l'ANC ont déposé des propositions de lois pour l'interdire d'usage public et par deux fois, leurs propositions n'ont pas abouti. Durant la coupe du monde de football de 2010 en Afrique du Sud, le maire de la ville du Cap, Dan Plato (Alliance démocratique) interdit par un arrêté que des supporteurs amènent, dans l'enceinte du stade de Greenpoint, l'ancien drapeau sud-africain au motif qu'il n'est plus reconnu comme drapeau national et qu'il est préjudiciable à l'image du pays parce qu'il serait celui de l'apartheid.
Le 21 août 2019, la Cour pour l'égalité de Johannesbourg, une division judiciaire de la Haute Cour du Gauteng, saisie par la fondation Nelson Mandela, a interdit, sous peine de poursuites judiciaires, de déployer en public ce drapeau, au motif qu'il peut être considéré comme offensant envers la communauté noire et exprimer « une incitation à la haine ». La Cour n'a cependant pas prononcé d'interdiction totale d'utilisation ou de possession du drapeau mais seulement restreint son déploiement, dans l'espace public et privé, à des fins artistiques, académiques et journalistiques,,. La décision a été contestée par l'ONG AfriForum et par la Fédération des organisations culturelles afrikaans au titre de la liberté d'expression et au motif que ce drapeau n'était pas en soi assimilable à un discours incitatif à la haine,.

### Le nouveau drapeau arc en ciel (depuis 1994)

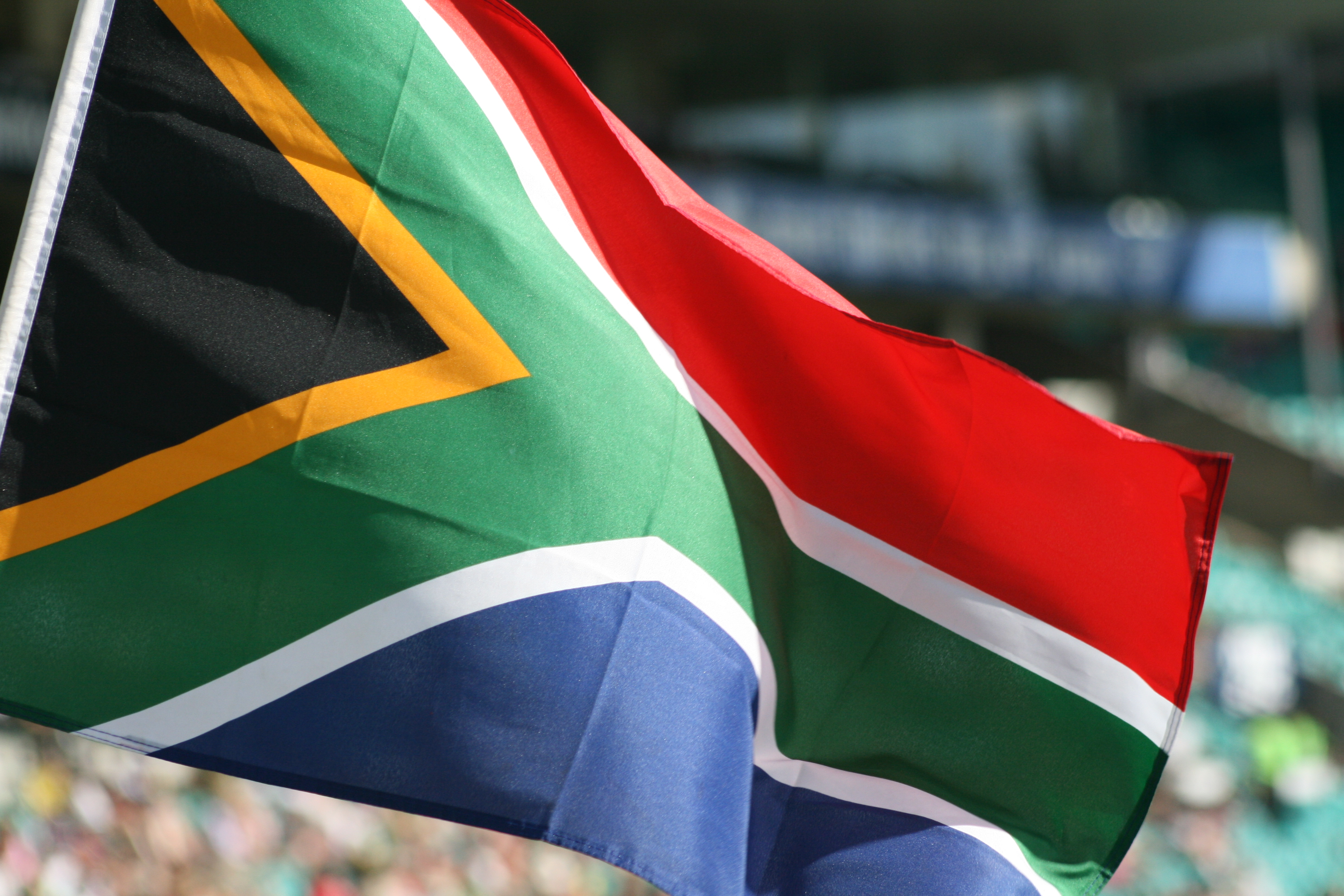
Le nouveau drapeau, définitivement adopté en 1996.

Le drapeau de 1928 est remplacé le 27 avril 1994, à l'occasion des premières élections multiraciales, par un nouveau drapeau combinant les couleurs traditionnelles des mouvements noirs africains (noir, jaune et vert) avec celles les plus identifiées aux différents emblèmes des républiques Boers (bleu, rouge et blanc). La couleur orange, qui signalait la colonisation néerlandaise par les Boers, fut supprimée de la composition définitive du drapeau.
Son auteur est Frederick G. Brownell, alors président du bureau des armoiries sud-africaines. Son adoption a suivi une procédure similaire à celle de 1925-1927. Une commission fut constituée en août 1993, chargée de recommander 4 drapeaux, 4 armoiries et un hymne national auprès du conseil de négociation multi-parties. Cette commission eut 5 semaines pour faire son travail. Le public fut invité à faire des propositions. Dans son cahier des charges, il fut décidé préalablement que les drapeaux proposés devraient notamment promouvoir l'unité nationale, être reconnaissables par rapport aux autres emblèmes nationaux et avoir un design suffisamment simple pour être dessiné par un enfant. Plus de 7 000 propositions furent reçues par la Commission. Près de 130 propositions correspondant aux critères de présélection furent d'abord retenues et par étapes successives réduites à 10 puis à 6 propositions. Cependant, aucune de celles-ci ne suscita d’enthousiasme de la part du public et du conseil de négociation. Celui-ci décida de demander à des agences de publicité de faire des propositions mais aucune des 35 propositions effectuées ne reçut l'aval du bureau des armoiries. Un comité technique fut alors constitué, dirigé par Frederick G. Brownell, avec pour mission de retravailler les 6 propositions initialement sélectionnées et celles envoyées par les agences de publicité. Ce n'est que le 15 mars 1994 que la proposition de l'actuel drapeau sud-africain fut déposée devant le conseil de négociation et adoptée comme drapeau intérimaire de l'Afrique du Sud. Présenté officiellement aux Sud-Africains le 20 avril 1994 par le président Frederik de Klerk, il devint officiellement le drapeau national d'Afrique du Sud à titre transitoire le 27 avril 1994 à 00h00, au cours de cérémonies officielles, notamment au Cap et à Johannesbourg, au cours desquelles l'ancien drapeau fut amené. Il fut conservé lors de l'entrée en vigueur de la Constitution de 1996.

## Adaptations particulières du drapeau national

### Les forces de défense sud-africaines
Les Forces de défense d’Afrique du Sud, que ce soit l'armée de terre, les services médicaux, l'aviation et la marine, disposent de leurs propres emblèmes, adaptés à partir du pavillon national.

Drapeau des Forces de défense (1981-1994).
Drapeau des Forces nationales de défense (1994-2003).
Drapeau du département sud-africain des Vétérans.

L'Armée de terre sud-africaine, créée en 1910 lors de la formation de l'Union de l'Afrique du Sud, a participé aux deux guerres mondiales, en Europe (bataille du bois Delville, bataille du Monte Cassino) et en Afrique (bataille de Gibeon, bataille de Sandfontein, campagne d'Afrique de l'Est, seconde bataille d'El Alamein, bataille de Madagascar) mais aussi à la guerre de Corée et aux guerres de frontières au Sud-Ouest africain (1966-1989) et en Angola (1975-1989).

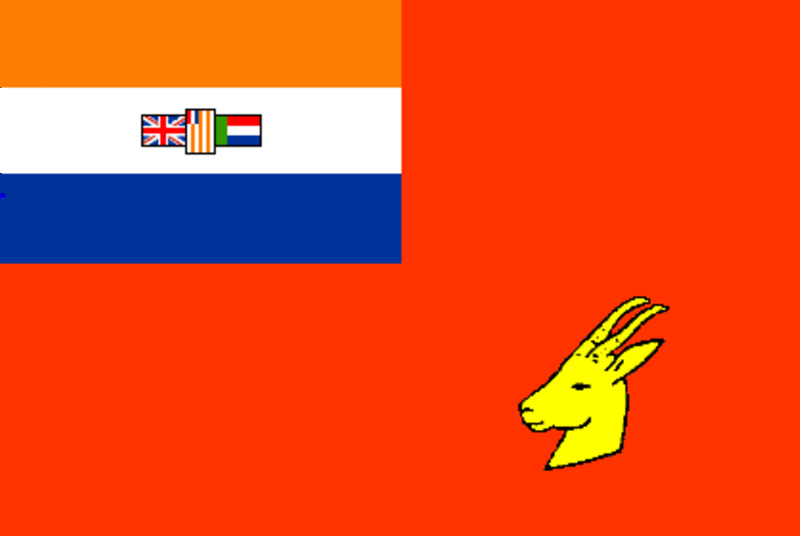
Drapeau de l'armée de terre (1951-1966).
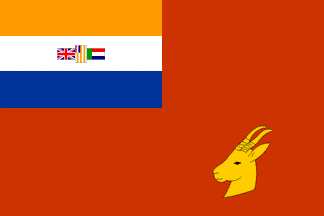
Drapeau de l'armée de terre (1966-1973).
Drapeau de l'armée de terre (1973-1994).

La marine sud-africaine, créée en 1922 sous le nom de South Afrikan Naval Service, utilise un pavillon adapté de ceux de la marine britannique. Son drapeau actuel est ainsi une version modifiée de l'emblème national, dont la disposition est identique à celles de ses prédécesseurs. Seules les références nationales dans le canton ont été modifiées.

Le pavillon de guerre de la marine sud-africaine (1922-1946).
Le pavillon de guerre de la marine sud-africaine (1946-1951).
Le pavillon de guerre de la marine sud-africaine (1951-1952).
Le pavillon de guerre de la marine sud-africaine (1952-1959).
Le pavillon de guerre de la marine sud-africaine (1959-1981).
Le pavillon de guerre de la marine sud-africaine (1981-1994).
Le Pavillon de guerre de la marine sud-africaine (depuis 1994).

La South African Air Force, créée en 1920, utilise un pavillon similaire avec les mêmes dispositions caractéristiques. Les références nationales du canton ont d'abord été l'Union Jack (1920-1940) avant d'être celles du drapeau tricolore de 1928, agrémenté d'un springbok ailé à partir de 1951 encastré à partir de 1958 dans une représentation symbolique du château de Bonne-Espérance. Un aigle succédera au Springbok à partir de 1981. La version actuelle, adoptée en 1994 lors du changement de drapeau national, est pour les autres points quasiment identique à la version du modèle précédent datant de 1982.

Pavillon de l'armée de l'air (1920-1940).
Pavillon de l'armée de l'air (1940-1951).
Pavillon de l'armée de l'air (1951-1958).
Pavillon de l'armée de l'air (1958-1967).
Pavillon de l'armée de l'air (1967-1970).
Pavillon de l'armée de l'air (1970-1981).
Pavillon de l'armée de l'air (1981-1982).
Pavillon de l'armée de l'air (1982-1994).
Pavillon de l'armée de l'air (1994-2004).
Pavillon de l'armée de l'air (depuis 2004).

### Autres adaptations
Les forces de polices tout comme les services de l'aviation civile disposent également, comme l'armée, de leur emblème adapté du drapeau national.

Ancien pavillon de l'aviation civile.
Ancien pavillon de la police (1981-1994).
Pavillon de la police depuis 1994.

## Autres drapeaux historiques
Durant la période d'apartheid, les bantoustans acquirent différents statuts politiques, de la semi-autonomie à celui d'état indépendant. Ces bantoustans avaient leurs propres drapeaux nationaux. Ils furent tous dissous et réintégrés territorialement et politiquement à l'Afrique du Sud lors de l'entrée en vigueur de la constitution provisoire en 1994.

Drapeau du Transkei.
Drapeau du Ciskei.
Drapeau du Venda.
Drapeau du Bophuthatswana.
Drapeau du Gazankulu.
KaNgwane (drapeau sud-africain).
Drapeau du KwaNdebele.
Drapeau du KwaZulu.
Drapeau du Lebowa.
Drapeau du QwaQwa.

## Autres emblèmes nationaux

### Etendard présidentiel

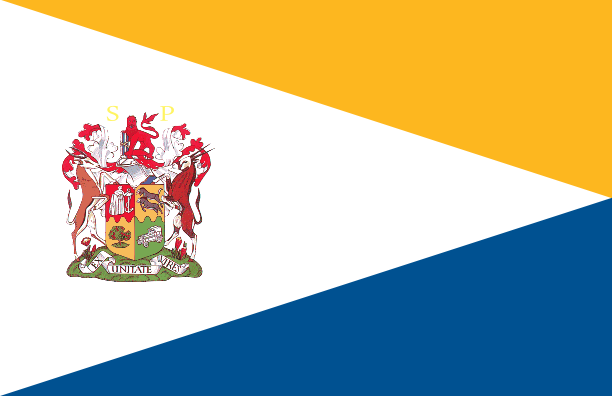
Pavillon présidentiel de 1985 à 1994

### Armoiries
Les anciennes armoiries d’Afrique du Sud (qui avaient été conférées par arrêté royal le 17 septembre 1910) ont été conservées non seulement en 1961 (année de la proclamation de la république) mais aussi en 1994, leur symbolique étant assimilée à la fondation du pays. Ses partitions représentent notamment les 4 colonies fondatrices (Le Cap, le Transvaal, l'État libre d'Orange et le Natal) de l'Union sud-africaine
Néanmoins, le 27 avril 2000, sous l'impulsion du nouveau président sud-africain, Thabo Mbeki, de nouvelles armoiries furent adoptées, représentant plusieurs concepts (fertilité, renaissance, force, identité, autorité, paix, grandeur, diversité, spiritualité ...) et non plus les provinces d'origines.

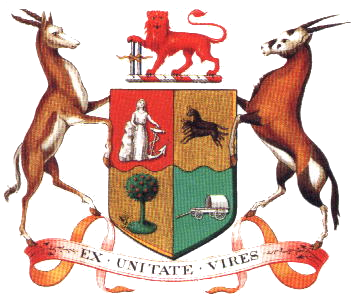
Armoiries de l'Afrique du Sud (version 1910-1930).
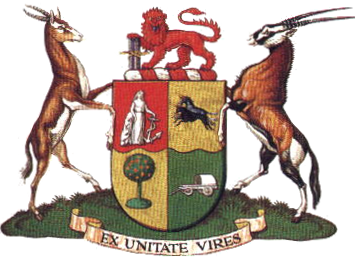
Armoiries de l'Afrique du Sud (version 1930-1932).
Armoiries de l'Afrique du Sud (version 1932-2000).

### Devise nationale
La devise nationale figure sur les armoiries du pays.
De 1910 à 2000, la devise du pays est Ex Unitate Vires, soit l'union fait la force en latin. Elle était reprise de la devise en néerlandais de l’ancienne république sud-africaine du Transvaal (Eendracht Maakt Macht).
En 2000, en même temps que le pays se dotait de nouvelles armoiries, la devise du pays était également modifiée, tout en gardant un sens similaire, pour devenir Ike e: /xarra //ke, soit Peuples divers, unis ou unis dans la diversité en langue khoïsan.

### Animal national

Emblème de l'équipe nationale de rugby à XV (1995) reproduisant un springbok et une protéa.

Le springbok (Antidorcas marsupiales), ou gazelle sauteuse, a été conservé comme animal national après les élections multiraciales du 27 avril 1994.
Animal du désert du Kalahari, le Springbok mesure en moyenne 75 cm de hauteur pour un poids de 40 kg. Il peut atteindre des vitesses de 90 km/h et sauter jusqu'à 4 m de hauteur.
Son nom est étroitement associé à l'équipe nationale de rugby à XV, baptisée Springboks depuis 1906. Le projet de rebaptiser cette équipe "Protéas" (fleur nationale) a été abandonné en 1995, après l'adoubement des Springboks par Nelson Mandela et la victoire de l'Afrique du Sud lors de la coupe mondiale de rugby. Toutefois, après d'âpres discussions, les deux symboles se trouvent depuis décembre 2008 sur le maillot, le springbok à droite et le protéa à gauche.
Depuis 1997, le springbok n'apparait plus sur l'habillage de la compagnie aérienne nationale South African Airways.

### Fleur nationale

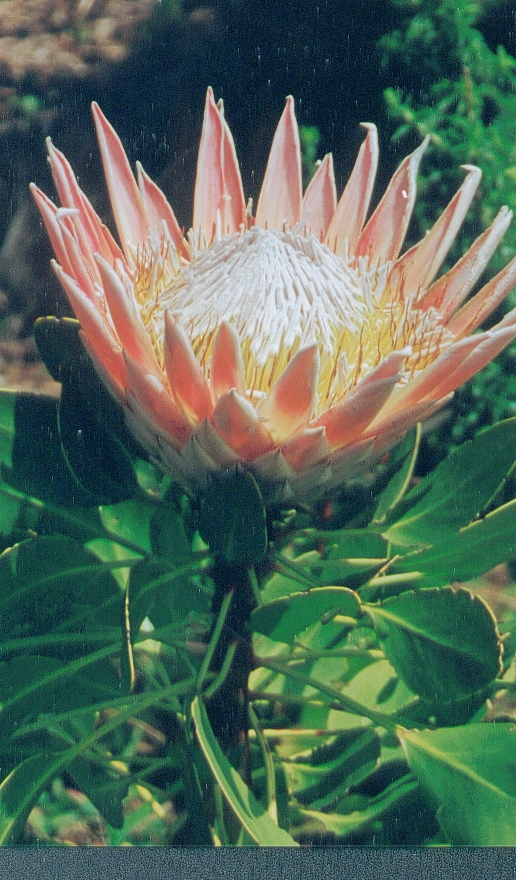
Protéa, fleur emblème de l'Afrique du Sud.

La Protéa (Protea cynaroides), ou King Protea, est la fleur emblème traditionnelle de l'Afrique du Sud et a été conservée en 1994.
C'est aussi le surnom de l'équipe nationale de cricket.

### Oiseau national

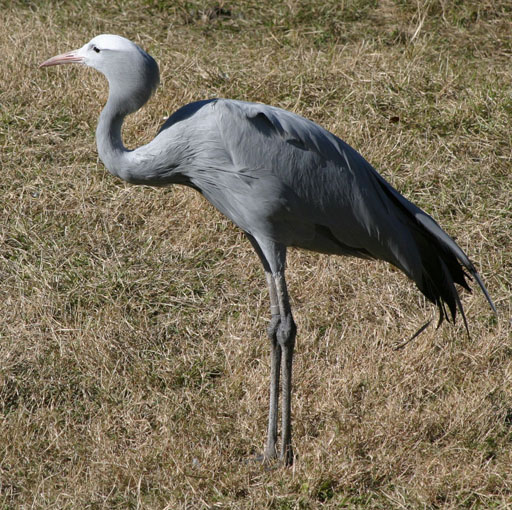
La Grue de paradis, oiseau emblème du pays.

Le Blue Crane (Anthropoides paradisia), ou Grue de paradis, est un oiseau endogène à l'Afrique du Sud. Il a conservé son titre d'oiseau national en 1994.

### Arbre national
Le Real yellowwood (Podocarpus latifolius), présent depuis plus de 100 millions d'années, est une espèce d'arbre que l'on trouve sur la Montagne de la Table, sur la côte de la province du Cap, sur les pentes escarpées de la chaine des Drakensberg jusqu'à celle des Soutpansberg et du Blouberg dans le Limpopo (province). Il a gardé son titre d'arbre national en 1994.

### Poisson national
Le galjoen (Coracinus capensis) est le poisson national, endogène au pays. Il a conservé sa qualité de poisson national en 1994.